# Pierre Omidyar

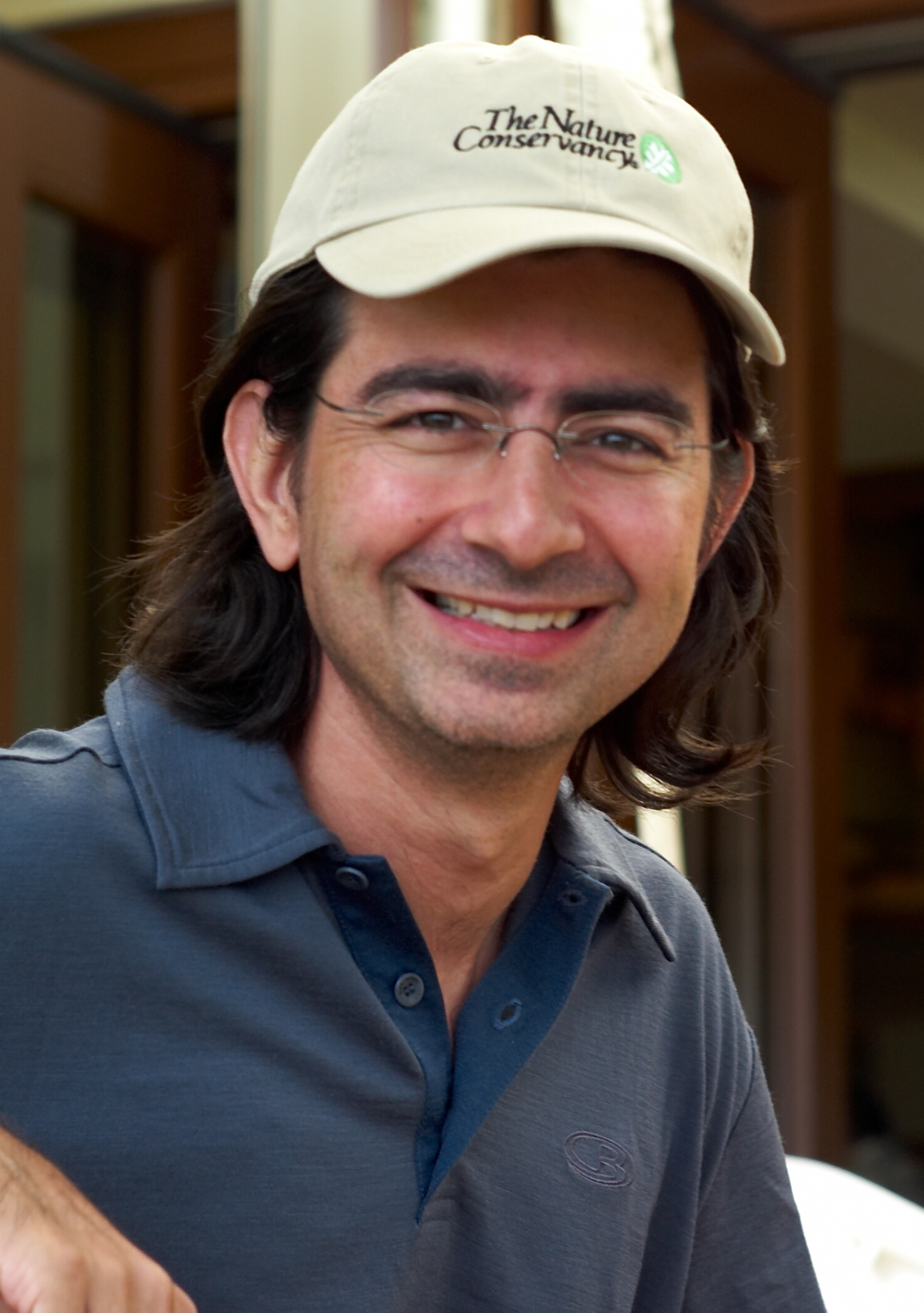
Pierre Omidyar, 2007

Pierre Omidyar (* 21. Juni 1967 in Paris) ist ein französisch-US-amerikanischer Unternehmer und Gründer sowie ehemaliger Aufsichtsratsvorsitzender (Chairman of the Board) der Internet-Verkaufsplattform eBay. Er ist zudem als Geldgeber von The Intercept in Erscheinung getreten.

## Biographie

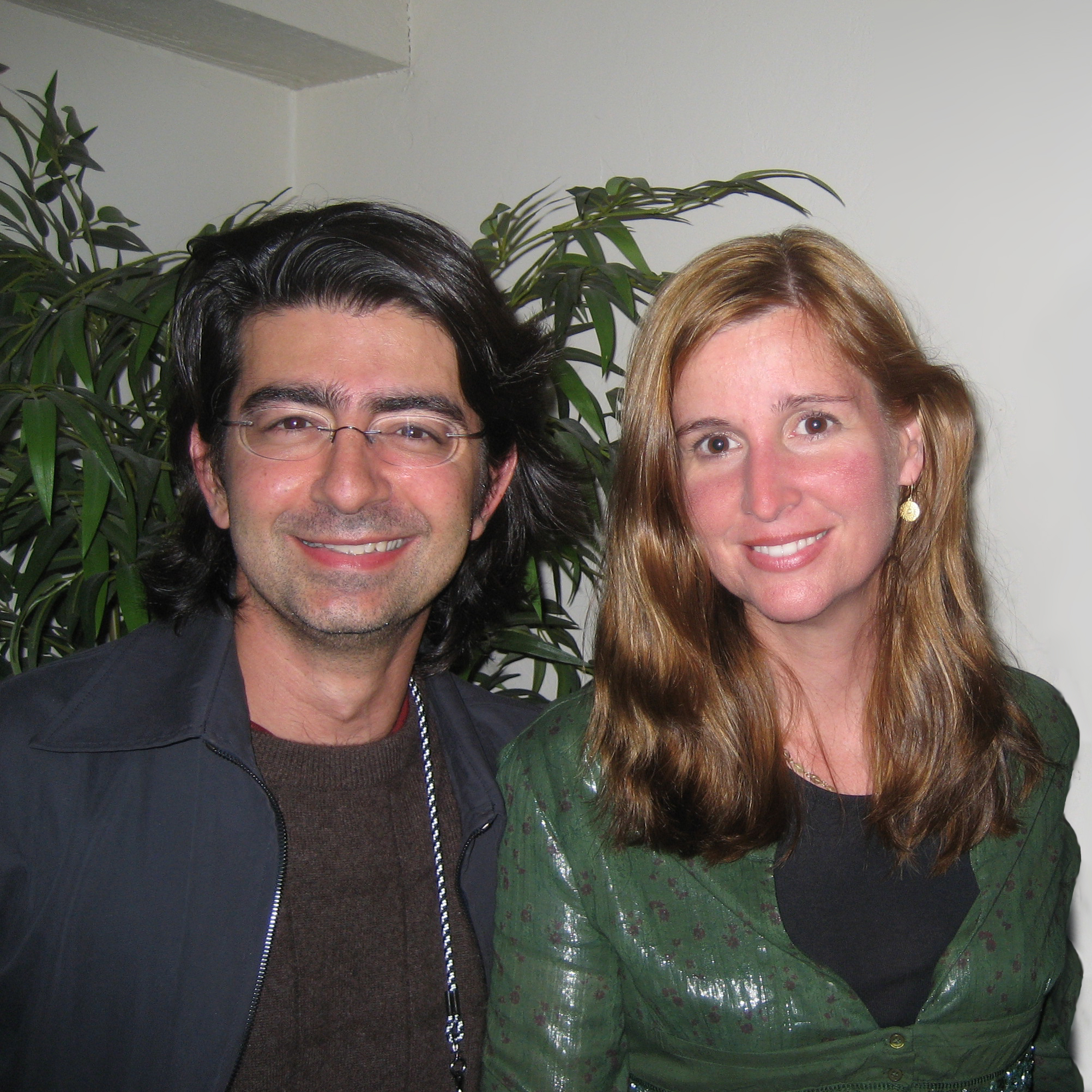
Omidyar mit Ehefrau Pam, 2007

Pierre Omidyar wurde 1967 in Paris geboren. Seine Eltern stammten aus dem Iran und waren zum Studium nach Frankreich gezogen. Sein Vater Cyrus Omidyar machte eine Ausbildung zum Urologen, die Mutter promovierte an der Sorbonne in Linguistik. Als Omidyar sechs Jahre alt war, zog die Familie nach Washington, D.C. Schon in seiner Jugend interessierte sich Pierre für das Programmieren. Er studierte einige Zeit an der University of California, Berkeley. Danach wechselte er an die Tufts University und schloss 1988 sein Studium mit dem Bachelor of Science in Informatik ab.
Nach seinem Studium begann er als Entwickler im Bereich Software Engineering bei Claris, einem Tochterunternehmen von Apple. Dort widmete er sich der Entwicklung von Benutzeranwendungen, bis er zusammen mit Freunden die Firma Ink Development Corp. gründete. Dieses Unternehmen wurde später in eShop umfirmiert. Nach dem Verkauf von eShop an Microsoft war Omidyar zunächst in der Entwicklungsabteilung von General Magic tätig.
Nebenher trieb er zunächst in seiner Freizeit sein neues Projekt eBay (anfangs unter dem Namen AuctionWeb) voran, während er beruflich für General Magic tätig war. Diese Unternehmung baute Omidyar mit hoch motivierten Mitarbeitern konsequent auf. Ziel war es, eine effiziente und ansprechende Handelsplattform zu entwickeln. Omidyar führte als Erster ein Auktionsformat für private Onlineverkäufe ein, ein System, mit welchem jeder Benutzer als Käufer als auch Verkäufer agieren konnte.
Wie Omidyar vielen Texten im Internet zufolge auf die Idee gekommen sein soll, eBay zu gründen, gehört mit ziemlicher Sicherheit in das Reich der urbanen Legenden. Demzufolge habe seine Frau als leidenschaftliche PEZ-Sammlerin ihm gegenüber den Wunsch geäußert, sich mit möglichst vielen anderen Sammlern über das Internet auszutauschen und ihre Sammlung so erweitern zu können. Pierre Omidyar soll daraufhin eine Website mit diesen Möglichkeiten für seine Frau erstellt haben. Als sich dies als Erfolg herausstellte und Omidyar bemerkte, dass Bedarf an solchen Systemen bestand, gründete er im September 1995 eBay.
eBay selbst pflegt diese Geschichte bis heute als eine „nette Firmengeschichte“ weiter. Im Foyer der Deutschlandzentrale in Kleinmachnow sind in einer Vitrine verschiedene wertvolle PEZ-Sammelobjekte und sogar ein PEZ-Verkaufsautomat ausgestellt, um die erfundene Firmengeschichte zu zementieren.
Auf die Idee zu eBay kam Omidyar tatsächlich durch den überraschend erfolgreichen Verkauf eines defekten Laserpointers auf der von ihm maßgeblich entwickelten Plattform AuctionWeb, wodurch sich ihm das Potential einer offenen Verkaufsplattform im Internet, wie eBay eine werden sollte, offenbarte. Mithilfe einer Vielzahl an Investoren ging es Omidyar als Geschäftsmann dabei von Beginn an auch um profitorientiertes Wirtschaften, denn schon nach einem Jahr erhob er Gebühren für die Nutzung seines Angebotes. 1996 hatte eBay erstmals Gewinn zu verbuchen, 1998 wurde aus eBay, noch immer mit seiner Person an der Spitze, ein börsennotiertes Unternehmen.
Omidyar lebt heute mit seiner Frau und drei Kindern in Honolulu, Hawaii.

## Unternehmensbeteiligungen
Pierre Omidyar ist noch mit 7,2 Prozent an eBay beteiligt und wurde im Jahr 2016 wieder in den Board of Directors gewählt. Darüber hinaus besitzt er nach der Abspaltung des Unternehmens einen Anteil an PayPal in Höhe von 6,8 Prozent.
Das von ihm geleitete Omidyar Network beteiligte sich mit 8 Millionen US-Dollar bei Linden Lab, dem Betreiber der 3D-Weltsimulation Second Life.
Er trat auch als Produzent in der Filmbranche in Erscheinung, so bei
Merchants of Doubt (2014) und
Spotlight (2015).

## Als Philanthrop
Pierre Omidyar hat sich als mehrfacher Milliardär (etwa 11 Milliarden US-Dollar im Jahr 2022) aus dem aktiven Geschäft zurückgezogen und ist als Philanthrop tätig.
Die Botschafterin der USA bei den Vereinten Nationen, Samantha Power, würdigte Pierre Omidyar am 6. November 2013 als einen der von George Soros inspirierten „neuen Philanthropen“: „Durch sein Beispiel definierte George, was es heißt, ein moderner Philanthrop, ein Macher zu sein, der den Weg für Bill und Melinda Gates, Warren Buffet[t], Pam und Pierre Omidyar und andere ebnet. George war der erste.“
Pierre Omidyar unterstützte die Tufts University bei der Gründung des University College of Citizenship and Public Service (UCCPS), einer Initiative, die das politische Engagement der Studenten fördert.
Als Gründer und Aufsichtsratsvorsitzender der philanthropischen Investmentfirma Omidyar Network arbeitet Pierre Omidyar im Kuratorium der Tufts University und des Santa Fe Institutes mit.

Zuwendungen nach Deutschland erreichten zum Beispiel die Stiftung Neue Verantwortung, für die Omidyars Organisationen 31 Prozent des Gesamtbudgets 2020 (2017: 16,6 Prozent, 2016: 13,3 Prozent) bereitstellten. Zu weiteren bekannten Förderprojekten gehört das Correctiv-Recherchenetzwerk.
Bekanntheit erwarb er mit der Gründung des Nachrichtenmagazins The Intercept. Die Initiative erfolgte als Reaktion auf die Enthüllungen von Edward Snowden und wurde über Omidyars Portal First Look Media mit 250 Millionen Dollar finanziert.
2018 gründete er die philanthropische Organisation Luminate zur Förderung von Organisationen, die „angegriffene Demokratien“ schützen.
Außerdem ist Pierre Omidyar einer der Hauptsponsoren bei
- The Giving Pledge[21]
- Ethics and Governance of Artificial Intelligence Fund[22]
- Hopelab, ein Projekt zur Unterstützung krebskranker Kinder und Jugendlicher
- Humanity United[23]
- International Fact-Checking Network (IFCN)[24]
- luminategroup, ein von Ben Scott geleitetes Konsortium zur weltweiten Unterstützung von Medienprojekten[25]
- News Integrity Initiative[26]
- über Omidyar Network beim ukrainischen Internet-TV-Sender hromadske.tv,[27] bei Magambe Network[26] in Simbabwe sowie Rappler auf den Philippinen
- The Bulwark, ein Medienprojekt des neokonservativen Kolumnisten William „Bill“ Kristol
- Ulupono Initiative, einer Wagnis-Finanzierungsgesellschaft[28]

## Ehrungen
- 1999 EY Entrepreneur of The Year National Winner[29]
- 2011 Ehrendoktorwürde der Tufts University[30]
- 2011 gemeinsam mit seiner Frau Pam Carnegie Medal of Philanthropy[31]